# Голыгинские Ключи
Голыгинские Ключи (горячие) — минеральные горячие источники в южной части полуострова Камчатка.
Расположены на правобережье реки Голыгина, в двух км выше впадения в неё реки Кузаньки. Горячая вода выбивается по обе стороны небольшого ручья, наискось прорезавшего борт второй надпойменной террасы и впадающего в реку Голыгина. От источников до её берега — около сотни метров густых зарослей. Выходы терм покрыты нитевидными бактериями белого цвета, дно занято буро-зеленым ковром водорослей.
Дебит источников около 22 л/с, минерализация — 3,43 г/л; содержание кремниевой кислоты — 0,147 г/л, борной кислоты — 0,058 г/л.
Воды источников являются лечебными.